# Бархатные ручки
«Бархатные ручки» (итал. Mani Di Velluto) — итальянский комедийный фильм 1979 года. Режиссёрского дуэта Кастеллано и Пиполо, с Адриано Челентано и Элеонорой Джорджи в главных ролях.

## Сюжет
Инженер Гвидо Квиллер (итал. Guido Quiller) разбогател на продаже бронированных стёкол для ювелирных магазинов, его состояние оценивается в 12 миллиардов лир (383 000 долларов по курсу 1978 года). Но своим стеклом он разозлил страховые компании и грабителей. Жена (и её любовник) хочет с ним развестись и забрать все его деньги. Во время встречи со своей девушкой Гвидо рассказывает ей, что после развода он станет совсем бедным и хочет начать всё сначала. Однако девушку интересует только его банковский счёт, и она уходит от него. В погоне за возлюбленной, которой Гвидо хотел вернуть забытую сумочку, у мопеда, на котором он ехал, отказывают тормоза, и Гвидо падает в фонтан. В это время едущая за ним на машине семья воров принимает Квиллера с сумкой в руках за дилетанта, укравшего сумочку. После падения Квиллера в фонтан семья воров, не найдя у него при себе документов, решает отвезти его к себе домой.
В семье воров дедушка сидит в тюрьме, внучка — карманница, а её брат печатает фальшивые деньги. Гвидо вспоминает, что прекрасная воровка однажды обокрала его в метро. Полиция считает, что Квиллера похитили ради выкупа. Гвидо сбегает домой, но продолжает встречаться с девушкой. Инженеру приходится притворяться, что он бедный вор, чтобы расположить к себе девушку. Он придумывает различные ограбления и махинации, чтобы понравиться девушке.
Но однажды она узнаёт его настоящее имя…

## В ролях
- Адриано Челентано — Гвидо Квиллер / Бенни
- Элеонора Джорджи — Тилли
- Ольга Карлатос — Гвидо Квиллера
- Пипо Сантонастазо — следователь

## Награды
В 1980 году фильм получил две премии Давид ди Донателло: Адриано Челентано был награждён за лучшую мужскую роль, а Марио Чекки Гори — за лучшее продюсирование.